# 中村乡 (永丰县)
中村乡，是中华人民共和国江西省吉安市永丰县下辖的一个乡镇级行政单位。

## 行政区划
中村乡下辖以下地区：
中村、记上村、梅仔坪村、高家地村、夫坑村、龙头村和义溪村。